# Gare de Munster
Ne doit pas être confondu avec Gare de Munster-Badischhof.
La gare de Munster est une gare ferroviaire française située sur la commune de Munster, dans le département du Haut-Rhin et la région Grand Est. À noter que sur le territoire communal, une autre gare dénommée Munster - Badischhof dessert le quartier de Badischhof à l'est de Munster.

## Situation ferroviaire
La gare est située au point kilométrique (PK) 18,539 de la ligne de Colmar-Central à Metzeral à 341 m d'altitude.

## Historique
De 1907 à 1914 la gare a été le terminus de tramway de Munster à la Schlucht.
Le poste d'aiguillage de Munster est automatisé en 2015 dans le cadre de la mise en service de la « télécommande de la plaine d'Alsace ».

## Fréquentation
De 2015 à 2024, selon les estimations de la SNCF, la fréquentation annuelle de la gare s'élève aux nombres indiqués dans le tableau ci-dessous.
| Année                      | 2015    | 2016    | 2017    | 2018    | 2019    | 2020    | 2021    | 2022    | 2023    | 2024    |
| -------------------------- | ------- | ------- | ------- | ------- | ------- | ------- | ------- | ------- | ------- | ------- |
| Voyageurs                  | 274 483 | 276 039 | 276 523 | 252 154 | 245 420 | 205 614 | 212 142 | 228 245 | 270 683 | 290 061 |
| Voyageurs et non voyageurs | 343 104 | 345 048 | 345 654 | 315 192 | 306 775 | 257 017 | 265 177 | 285 307 | 338 354 | 362 577 |

## Service des voyageurs
La gare bénéficie depuis 2003 de nouveaux aménagements, qui sont complétés par une nouvelle phase de travaux achevée au printemps 2012, incluant la création de 68 nouvelles places de parking, d'un parvis piétonnier, ainsi qu'un dépose-minute.
Elle dispose d'un guichet ouvert de lundi à samedi et est desservie par des TER Grand Est de la ligne Colmar-Metzeral.

## Correspondances
- Bus Ligne 217 : Mittlach - Metzeral - Munster
- Bus Ligne 248 : Colmar - Munster - Soultzeren
- Bus Ligne 1 : Epinal – Gérardmer – Colmar
- Bus Navette des Crètes (été): Col de Bagenelles - Grand Ballon